# Ateliers de construction du Nord de la France et des Mureaux
Ne doit pas être confondu avec Ateliers de construction du Nord de la France.

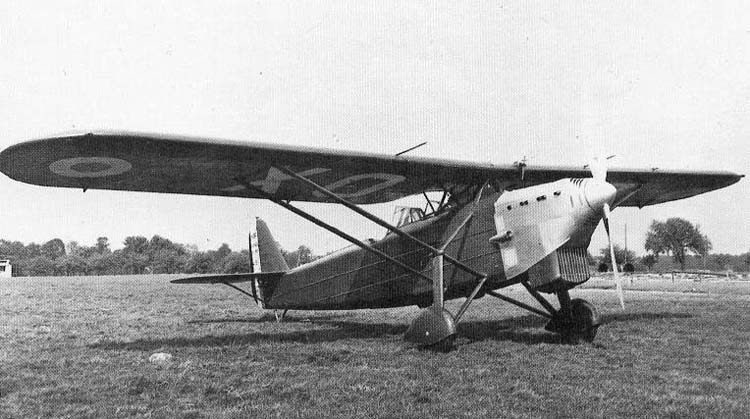
Un Mureaux 113 en 1931.

Fondée en 1921 aux Mureaux, la société Pélabon-Les Mureaux commença par remotoriser un Vickers Vimy pour la Compagnie des grands express aériens, compagnie aérienne appartenant également aux frères Pélabon. Avant de modifier des Breguet XIV destinés au marché civil. En 1929, elle absorba la société Société de constructions aéronautiques et navales Marcel Besson, produisant des hydravions. À la même époque André Brunet entreprit le développement de monoplans parasol entièrement métalliques. La famille de biplaces d’observation et de reconnaissance dérivée de l’ANF 110 fut produite en série pour l’Armée de l’Air. 
En 1930, Les Ateliers des Mureaux fusionnèrent avec Ateliers de construction du Nord de la France, entreprise produisant du matériel ferroviaire. Les Ateliers de construction du Nord de la France et des Mureaux furent nationalisés en 1937 et intégrés à la SNCAN.